# Paul Niggli
Paul Niggli, född 26 juni 1888 i Zofingen, död 13 januari 1953 i Zürich, var en schweizisk mineralog och kristallograf.
Niggli studerade 1907-1911 vid Eidgenössische Technische Hochschule Zürich och blev 1912 filosofie doktor vid Zürichs universitet. År 1915 blev han e.o. professor vid Leipzigs universitet, 1918 ordinarie professor vid Tübingens universitet och var 1920-1953 ordinarie professor vid ETH Zürich (1928-1931 rektor) och vid Zürichs universitet (1940-1942 rektor). Han var medlem av de schweiziska geotekniska och geologiska kommissionerna och 1921-1940 redaktör för "Zeitschrift für Kristallographie". Han är främst känd för sina insatser inom röntgenkristallografin. Han invaldes som korresponderande ledamot av Geologiska Föreningen i Stockholm 1927 och som utländsk ledamot av svenska Vetenskapsakademien 1938.